# Old Commercial Room

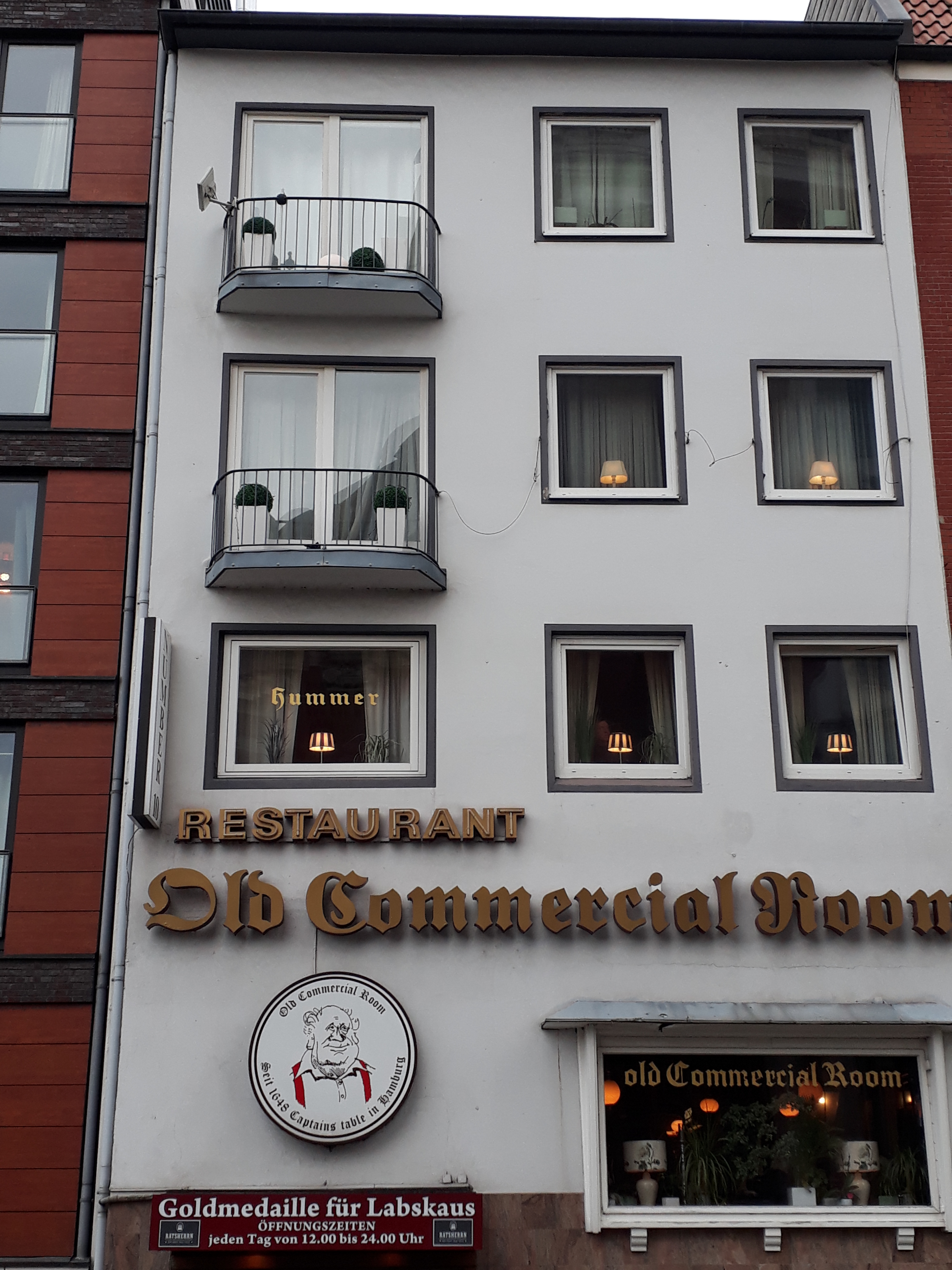
Old Commercial Room

Das Gasthaus Old Commercial Room ist ein traditionsreiches Lokal gegenüber der St. Michaelis-Kirche in Hamburg-Neustadt. Es ist einer der ältesten Gastronomiebetriebe in Hamburg.

## Geschichte
Es wurde 1795 von einem englischen Reeder im Pub-Style mit Mahagoniholz und Messing gegründet. Nach anderen Angaben ist es sogar wesentlich älter.
Bekannt ist das Restaurant für sein hanseatisch-maritimes Flair. Als besondere Spezialität wird u. a. Labskaus serviert, der zu den besten Hamburgs zählen soll, zudem etliche Fischgerichte, wie die Hamburger Aalsuppe.
Im Old Commercial Room war u. a. der ehemalige deutsche Bundeskanzler Helmut Schmidt häufig zu Gast. Weitere Prominente waren u. a. Willy Brandt, Jon Bon Jovi, Woody Allen und Tom Jones.